# 平島
平島（日语：／ Taira-jima）是吐噶喇群島中的一個島嶼，位於群島的中央部位置。
行政區劃上，屬於日本鹿兒島縣鹿兒島郡十島村。大字平島郵政編碼為891-5202。截止2015年12月31日，島上有人口66人。